# Гаряче водопостачання
Гаряче водопостачання (ГВП) (англ. heat water supply) — забезпечення побутових потреб населення і виробничих потреб у воді з підвищеною (до 75 °С) температурою. Є одним з показників якості життя, важливим фактором поліпшення санітарно-гігієнічних і культурно-побутових умов життя. Використання гарячої води робить істотний внесок у забезпечення високого рівня комфортності проживання. Кількість використовуваної в житлі гарячої води близька до витрати холодної води, а іноді і перевищує її.

## Способи приєднання підсистеми ГВП до системи теплопостачання

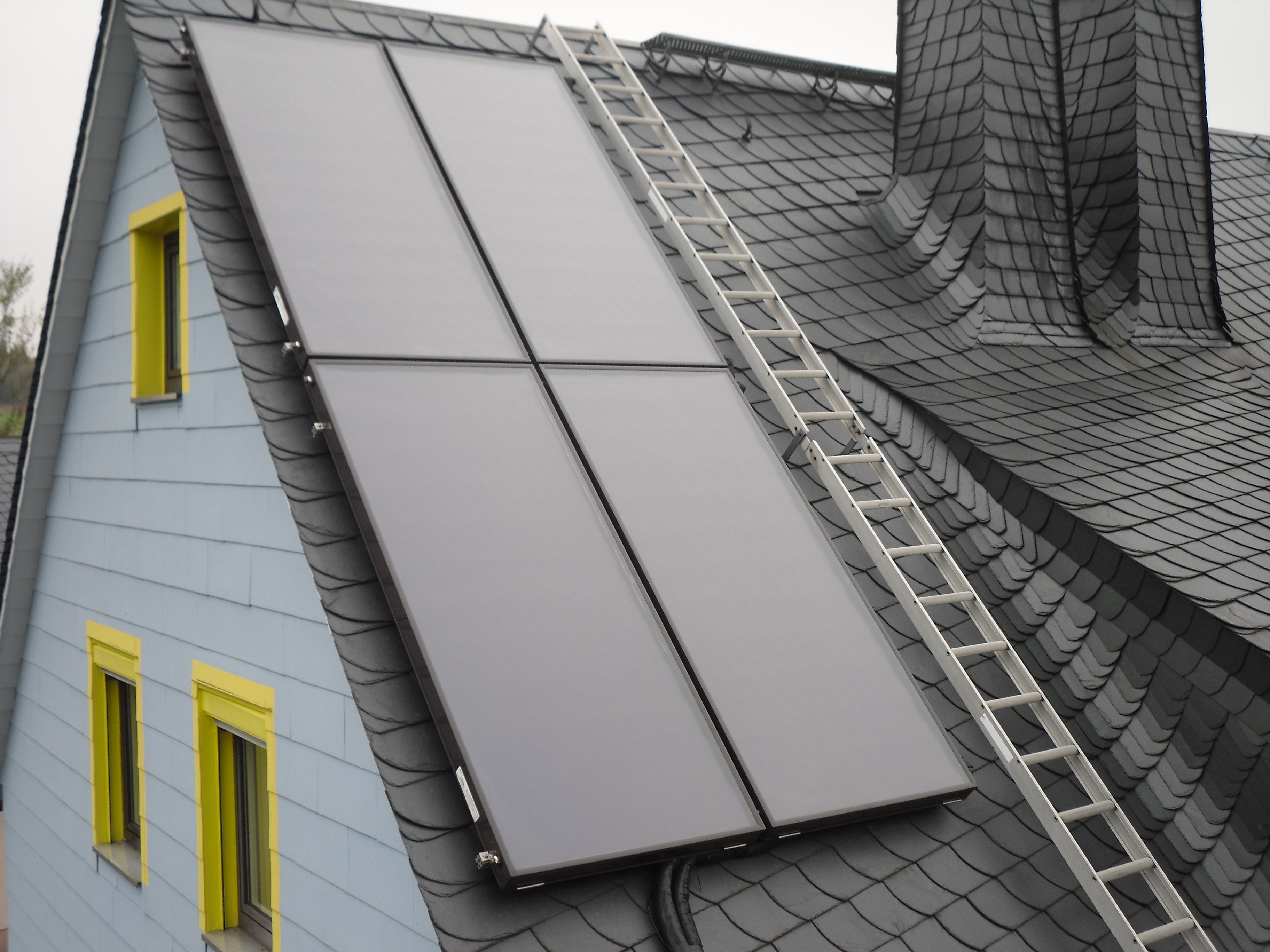
Сонячний колектор, Німеччина

- Гаряча вода надходить до споживача безпосередньо зі спільної системи теплопостачання. За такого підключення якість води у водопровідному крані і всередині радіатора (батареї) опалення однакова. Тобто люди споживають безпосередньо теплоносій. У цьому випадку сама система теплопостачання називається відкритою (тобто через відкриті крани з системи теплопостачання витікає теплоносій).
- Холодна питна вода, що забирається з водопроводу, нагрівається в додатковому теплообміннику мережною водою, після чого надходить до споживача. Гаряча вода і теплоносій розділені, споживана людьми гаряча вода за своїми питним якостям практично не відрізняється від холодної (труби гарячої води іржавіють швидше, ніж холодної). В цьому випадку система теплопостачання називається закритою, оскільки передає споживачам тільки тепло, але не теплоносій.
- Гаряча вода нагрівається в котельні або центральному тепловому пункті, після чого подається споживачеві окремо від системи теплопостачання. Така система гарячого водопостачання називається незалежною. Вона найчастіше використовується в малоповерховій забудові, в разі, якщо встановлення внутрішньобудинкових підігрівачів економічно необґрунтоване або неможливе; при цьому в ній відсутні недоліки відкритої системи щодо низької якості води. Ще однією перевагою цієї системи є можливість роздільного обслуговування і ремонту трубопроводів ГВП та теплопостачання.

1986 року в СРСР для застосування в районах розташованих на південь від 50 ° пн. ш. затверджено будівельні норми на встановлення сонячного гарячого водопостачання.

## Типові схеми ГВП
Схеми ГВП бувають трьох типів: накопичувального, проточного, комбінованого (проточний + накопичувальний). Відповідно для кожного типу схем використовуються свої компоненти і схемні рішення.
- Схема ГВП накопичувального типу — як правило, така схема застосовується для ГВП котеджів. Розбір гарячої води в будинку має періодичний піковий характер, тобто він інтенсивніший під час сніданку, обіду і вечері. Як накопичувальна ємність використовується бойлер.
- Схема ГВП проточного типу — як правило, застосовується на виробництвах для технологічних ліній, які використовують постійний розбір ГВП. Як нагрівальні елементи ГВП використовують теплообмінники різних типів (пластинчасті, трубчасті тощо), проте більшого поширення набули теплообмінники пластинчастого типу.
- Схема ГВП комбінованого типу — таку схему (тобто проточний + накопичувальний водонагрівачі), як правило, застосовують на виробництвах для технологічних ліній, які використовують постійний і періодичний піковий розбір ГВП. Нагрівальним елементом ГВП є проточний теплообмінник. Бойлер використовується як накопичувач теплової енергії для пікового розбору ГВП. Теплообмінник у бойлері не використовується, оскільки він інертніший, ніж теплообмінник проточного типу.

## Статті
- Журнал СОК. [Архівовано 20 квітня 2021 у Wayback Machine.] Типові схеми ГВС [Архівовано 20 квітня 2021 у Wayback Machine.] (рос.)